# Cepeliv, Snovsk
Cepeliv (în ucraineană Чепелів) este o comună în raionul Snovsk, regiunea Cernihiv, Ucraina, formată numai din satul de reședință.

## Demografie
Componența lingvistică a comunei Cepeliv
     Ucraineană (97,06%)
     Rusă (2,61%)
     Alte limbi (0,33%)
Conform recensământului din 2001, majoritatea populației comunei Cepeliv era vorbitoare de ucraineană (97,06%), existând în minoritate și vorbitori de rusă (2,61%).